# Beta-ciclopiazonato deidrogenasi
La beta-ciclopiazonato deidrogenasi è un enzima appartenente alla classe delle ossidoreduttasi, che catalizza la seguente reazione:
β-ciclopiazonato + accettore ⇄ α-ciclopiazonato + accettore ridotto
L'enzima è una flavoproteina (FAD). Il citocromo c e varie sonde possono agire come accettori. Il Ciclopiazonato è una tossina microbica.